# Andris Jēkabsons
Andris Jēkabsons, (Liepāja, Sovjet-Unie, tegenwoordig Letland, 17 maart 1961) is een voormalig Sovjet- en Lets basketbalspeler.

## Carrière
Jēkabsons begon zijn carrière bij VEF Riga in 1979. Hij zou daar tien jaar blijven spelen. In 1989 stapte hij over naar een club in Hongarije. In 1992 keerde hij terug naar Letland om te spelen voor ASK/Brocēni/LMT. Met die club werd hij acht keer Landskampioen van Letland in 1992, 1993, 1994, 1995, 1996, 1997, 1998 en 1999. Hij werd één keer tweede in 2000. In 2000 stopte hij met basketbal.
Met het nationale team van de Sovjet-Unie speelde hij op het Wereldkampioenschap in 1986. Ze wonnen een zilveren medaille. Ook speelde hij op de Goodwill Games. Ook speelde hij voor het nationale team van Letland.

## Privé
Andris heeft een dochter, Anete Jēkabsone-Žogota, die ook professioneel basketbalster was. Zijn zoon Sandris speelde alleen op jeugdniveau.

## Erelijst
- Landskampioen Letland: 8
  - Winnaar: 1992, 1993, 1994, 1995, 1996, 1997, 1998, 1999
  - Tweede: 2000
- Wereldkampioenschap:
  - Zilver: 1986
- Goodwill Games:
  - Zilver: 1986